# 李士怀
李士怀（1911年—1983年），男，河南商城人，中华人民共和国军事人物，中国人民解放军少将，曾任安徽生产建设兵团副司令员。